# Kerkhofkapel (Nederweert)

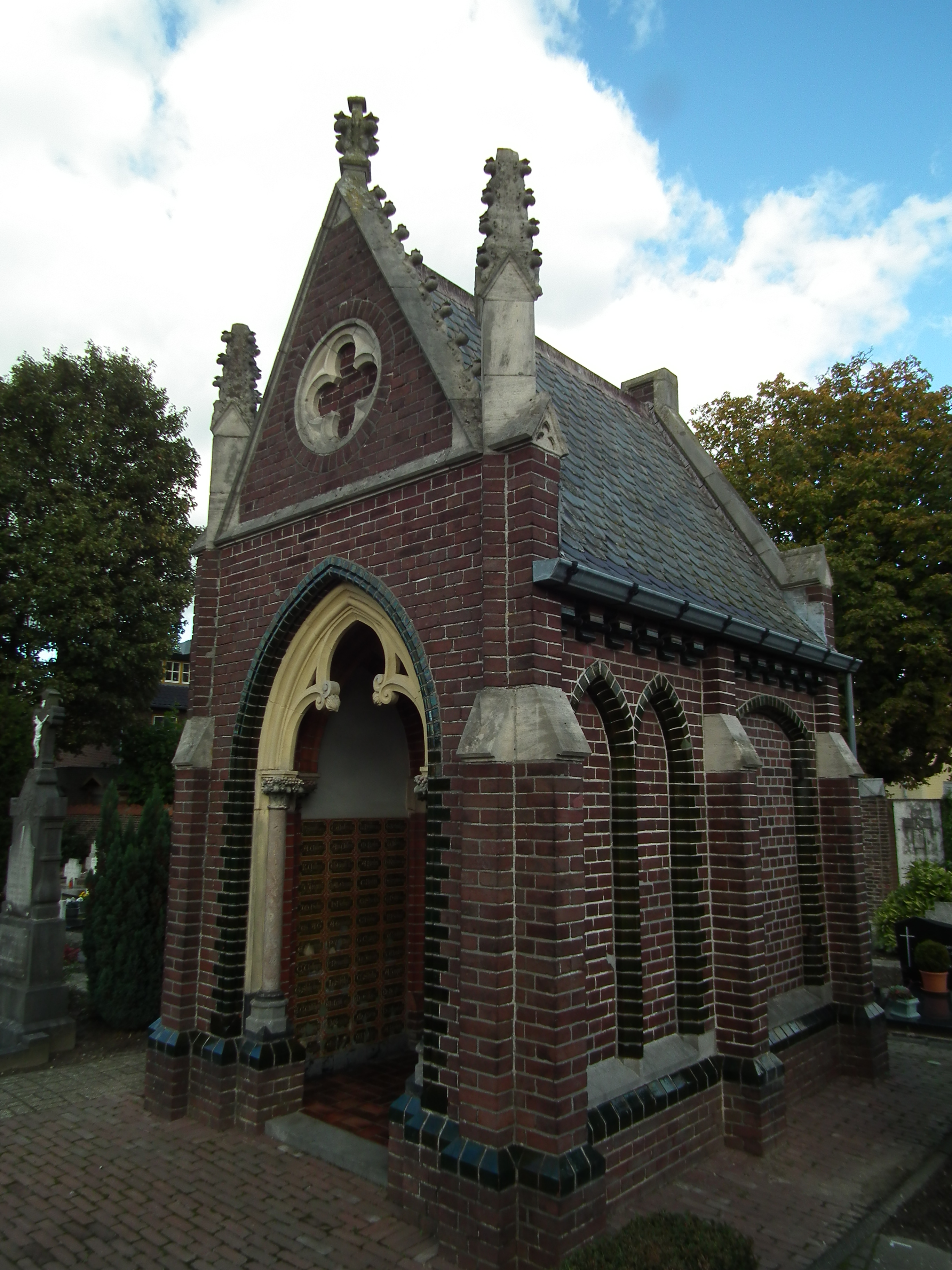
Kerkhofkapel in Nederweert

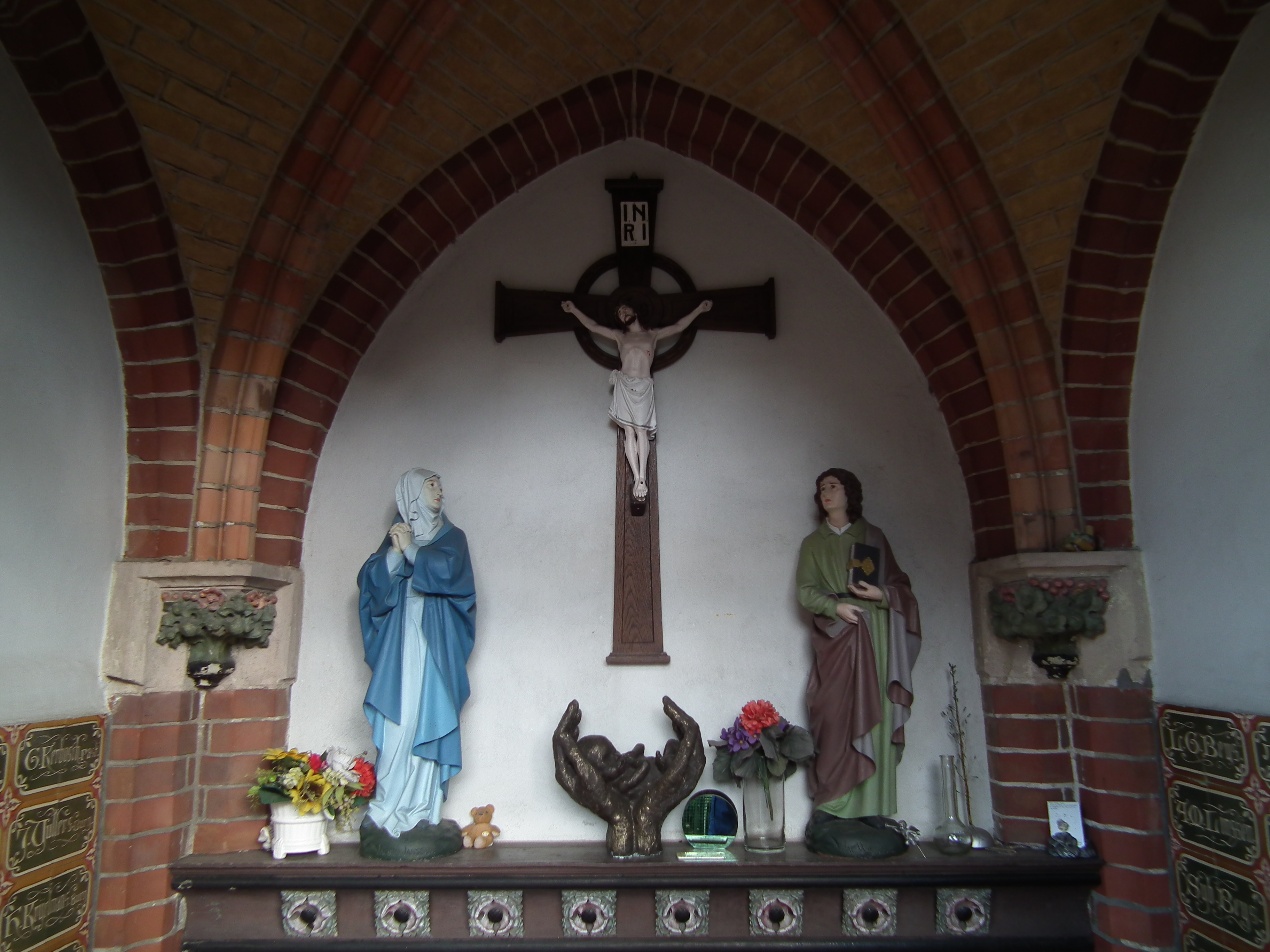
Interieur van de kerkhofkapel

De kerkhofkapel is een kapel in Nederweert in de Nederlands Midden-Limburgse gemeente Nederweert. De kapel staat op de begraafplaats naast de Sint-Lambertuskerk in het centrum van de stad, vlak bij de Kapelaniestraat. De kapel staat vrij gesitueerd tussen de graven.

## Geschiedenis
In 1901 werd de kapel gebouwd.
Op 27 mei 2003 werd de kapel ingeschreven in het rijksmonumentenregister.

## Bouwwerk
De bruinrode bakstenen kapel is gebouwd in neogotische stijl op een rechthoekige plattegrond en wordt gedekt door een tussen twee puntgevels verzonken zadeldak met leien in Maasdekking. De beide zijgevels hebben twee door steunberen gescheiden traveeën met tandlijsten met in de travee aan de ingangzijde twee blinde spitsboognissen en in de travee aan de koorzijde in de rechtergevel een brede segmentboogvormig afgesloten blindnis en in de linkergevel een brede segmentboog met toegangsluik tot bergruimte achter altaar. De achtergevel is een tuitgevel voorzien van schouderstukken, steunberen en een geleding van drie klimmende lancetbogen. De frontgevel heeft twee geledingen en de schuine gevelzijden zijn afgedekt met natuursteen waarop hogels zijn aangebracht. Op de geveluiteinden zijn natuurstenen pinakels met hogels geplaatst en op de top een kruisbloem. In de bovenste geleding van de frontgevel is in het midden cirkelvormig natuurstenen maaswerk met de vorm van een vierpas aangebracht, met de opening dichtgemetseld. In de onderste geleding wordt de spitsboogvormige entree omrand door groen geglazuurde profielstenen, met daar binnen een natuurstenen drielobboog, op de snijpunten voorzien van gestileerde bloemmotieven, rustende op van gepolychromeerde florale kapitelen voorziene zuiltjes van imitatie-marmer met basementen rustende op een plint. De bovenzijde van de uitspringende plinten evenals het profiel rondom de nissen in de zijgevels is uitgevoerd in groen geglazuurde profielsteen.
Van binnen wordt de kapel gedekt door een kruisribgewelf op kapitelen met gepolychromeerde bloemornamenten en geprofileerde hoeklisenen. Terwijl de gewelfvlakken uitgevoerd zijn in gele steen, zijn de lisenen, ribben en muraalbogen uitgevoerd in roodbruine steen. Op de wanden zijn met plantmotieven versierde groene tegels de namen van mensen aangegeven die geld hebben geschonken voor de bouw van de kapel. Eveneens zijn met versierde groene tegels vier tekstregels aangebracht op de voet van het altaar. Op het altaar zijn twee gipsen heiligenbeelden geplaatst en op de achterwand hangt een kruis met corpus.

Rust zacht, dooden, dierb're vrinden
In de schaduw van het kruis
Eens zullen wij u wedervinden
In ons aller vaderhuis
— Vier tekstregels op de voet van het altaar